# Cladosporium trillii
Cladosporium trillii är en svampart som först beskrevs av Ellis & Everh., och fick sitt nu gällande namn av J.C. David 1997. Cladosporium trillii ingår i släktet Cladosporium och familjen Davidiellaceae.   Inga underarter finns listade i Catalogue of Life.